# El largo camino a casa (libro)
El largo camino a casa es el primer libro de Alan Hlad, un ejecutivo canadiense que se dedica a la escritura. El libro editado por Espasa y fue publicado en 2019.
Tiene basado su argumento en la Operación Columbia, realizada en 1940 en que los británicos enviaron palomas a territorio francés por entonces invadido por los nazis.
La traductora Montse Triviño González realizó una traducción  español del libro en 2020.
En marzo del mismo año el libro fue superventas estando en la lista de los cinco más vendidos según la Cámara Uruguaya del Libro.